# Powiat Löbau (Prusy Zachodnie)
Powiat Löbau, Powiat Neumark, Powiat Neumark (Westpr.), Powiat Neumark (Westpreußen) (niem. Landkreis Löbau, Kreis Löbau, od 1940 Landkreis Neumark, od 1942 Landkreis Neumark (Westpr.), Landkreis Neumark (Westpreußen); pol. powiat lubawski, powiat nowomiejski) – istniejący od 1818 do 1920 i od 1939 do 1945 powiat z siedzibą w Nowym Mieście Lubawskim. Siedzibą powiatu było miasto Neumark. Teren powiatu obecnie znajduje się w województwie warmińsko-mazurskim.

## Historia
Powiat powstał 1 kwietnia 1818 r., stanowiąc odtąd część rejencji kwidzyńskiej prowincji Prusy Zachodnie. Od 3 grudnia 1829 do 1878 należał do prowincji Prusy. W latach 1920–1939 na mocy postanowień traktatu wersalskiego powiat należał do Polski pod nazwą powiat lubawski. W latach 1939–1945 powiat wchodził w skład rejencji kwidzyńskiej Okręgu Rzeszy Gdańsk-Prusy Zachodnie. W związku z tym, że siedziba powiatu od początku jego funkcjonowania znajdowała się w mieście Nowe Miasto Lubawskie (niem. Neumark), 25 stycznia 1940 nazwę powiatu zmieniono na Neumark, a 25 czerwca 1942 na Neumark (Westpr.).
W 1910 na terenie powiatu znajdowały się dwa miasta (Lubawa – niem. Löbau i Nowe Miasto Lubawskie – niem. Neumark) oraz 146 gmin.